# Hôtel Habana Libre
L'hôtel Habana Libre est l'un des plus grands hôtels de Cuba, situé à La Havane. L'hôtel dispose de 572 chambres dans une tour de 25 étages à Calle 23 (« La Rampa ») et Calle L.

## Historique
L'hôtel est inauguré en 1958, il porte alors le nom de Habana Hilton, c'est le plus grand hôtel d'Amérique latine à l'époque. Il appartient alors au groupe américain Hilton Hotels & Resorts. La conception et la construction qui débutent en 1952 sont supervisées par des architectes réputés, Welton Becket & Associates de Los Angeles et le Cubain Lin Arroyo, proche de Le Corbusier et de Oscar Niemeyer et à l'origine du modernisme cubain,.
Sur la façade extérieure de l'hôtel Habana Libre se développe la fresque d'Amelia Peláez ; à l’intérieur, on découvre des œuvres de peintres comme René Portocarrero ou Alfredo Sosabravo.
Après son arrivée au pouvoir en 1959, Fidel Castro nationalise le Habana Hilton et s'installe dans la suite 2324. Pendant trois mois, l'hôtel devient le centre névralgique de la révolution cubaine, mais le service hôtelier continue dans le reste du gratte-ciel.  
En décembre 1965 se tient dans l'hôtel Habana Libre la Tricontinentale, qui réunit les représentants de 82 pays ou mouvements révolutionnaires d'Amérique latine, d'Afrique et d'Asie .
Le 4 février 2013, Alain Robert escalade, en 30 minutes environ, la façade de l'hôtel sans cordes ni filet de sécurité. Le grimpeur français indique alors que le risque ne réside pas dans la hauteur du bâtiment mais dans la fragilité de certaines structures de la façade compte tenu du peu d'entretien de celles-ci.
Selon le média Cubanet l'hôtel est devenu, en 2021, la « maison des horreurs ». La classification cinq étoiles de l'hôtel ne correspond pas exactement à la réalité. Mal entretenu, le bâtiment est décrépit, dix étages de l'hôtel seraient fermés aux clients car en trop mauvais état. Champignons et blattes y sont présents. Par ailleurs le personnel est souvent critiqué par des clients dans les appréciations sur les réseaux sociaux,.